# Eleutherodactylus alticola
Eleutherodactylus alticola är en groddjursart som beskrevs av W. Gardner Lynn 1937. Eleutherodactylus alticola ingår i släktet Eleutherodactylus och familjen Eleutherodactylidae. IUCN kategoriserar arten globalt som akut hotad. Inga underarter finns listade i Catalogue of Life.